# Rothschild (Wisconsin)
Rothschild è un comune degli Stati Uniti d'America, situato in Wisconsin, nella contea di Marathon.